# 동백역 (부산)
동백역(Dongbaek station, 冬柏驛)은 부산광역시 해운대구 우동에 있는 부산 도시철도 2호선의 지하철역이다. 심야에 2편성이 주박한다.

## 특징
운촌삼거리 인근에 역이 있고 출구는 4개가 있으며, 1개는 마린시티 입구에, 나머지 3개는 모두 시내 방향에 설치되어 있다. 인근에 동백섬과 썬플라자, 마린시티, 부산 요트경기장이 있다.

## 역사
- 2002년 8월 29일 : 부산 도시철도 2호선 개통과 함께 영업 개시

## 역 구조
승강장은 2면 2선의 상대식 승강장으로 운영된다. 스크린도어가 설치되어 있다. 개찰구가 승강장별로 분리되어 있어 개찰구를 통과하지 않고서는 반대편 승강장으로 이동할 수 없다.
심야에 장산역에서 운행을 마친 전동열차 2편성이 이 역으로 회송하여 주박하며, 다음 날 아침에 장산역으로 회송하여 운행을 시작한다.

### 승강장
| 해운대↑ |
| \| 상   |
| ↓벡스코 |

| 하행 | ● 부산 도시철도 2호선 | 서면•사상•덕천•양산 방면 |
| 상행 | ● 부산 도시철도 2호선 | 해운대, 중동, 장산 방면  |

## 승차량 변동
| 역 노선 | 승차 인원 | 승차 인원 | 승차 인원 | 승차 인원 | 승차 인원 | 승차 인원 | 승차 인원 | 승차 인원 | 승차 인원 | 승차 인원 | 승차 인원 | 승차 인원 | 승차 인원 | 승차 인원 | 주 석 |
| 역 노선 | 2002년    | 2003년    | 2004년    | 2005년    | 2006년    | 2007년    | 2008년    | 2009년    | 2010년    | 2011년    | 2012년    | 2013년    | 2014년    | 2015년    | 주 석 |
| ------- | --------- | --------- | --------- | --------- | --------- | --------- | --------- | --------- | --------- | --------- | --------- | --------- | --------- | --------- | ----- |
| 2호선   | 1037      | 2981      | 3143      | 3280      | 3852      | 4130      | 4655      | 4972      | 5336      | 5887      | 6291      | 6917      | 7208      | 7177      | [ 1 ] |

## 역 주변
- 벡스코역
- 동백섬
- 우동
- 해운대소방서
- 부산요트경기장
- 해운대상수도사업소
- 노르웨이영사관
- 부산기계공업고등학교

## 인접한 역
| 부산 도시철도        | 부산 도시철도       | 부산 도시철도        |
| -------------------- | ------------------- | -------------------- |
| 203 해운대 장산 방면 | 부산 도시철도 2호선 | 205 벡스코 양산 방면 |